# منيا القمح
منيا القمح إحدى مدن محافظة الشرقية في جمهورية مصر العربية، وهي قاعدة مركز منيا القمح.

## التاريخ
مدينة منيا القمح من النواحي القديمة، حيث وردت باسم «منى القمح» في أعمال الشرقية ضمن قرى الروك الصلاحي التي أحصاها ابن مماتي في كتاب قوانين الدواوين، كما وردت باسم «منى القمح» في أعمال الشرقية ضمن قرى الروك الناصري التي أحصاها ابن الجيعان في كتاب «التحفة السنية بأسماء البلاد المصرية». وفي العصر العثماني وردت باسم «منية القمح» في التربيع العثماني الذي أجراه الوالي العثماني سليمان باشا الخادم في عصر السلطان العثماني سليمان القانوني ضمن قرى ولاية الشرقية، وفي تاريخ 1228هـ/1813م الذي عدّ قرى مصر بعد المسح الذي قام به محمد علي باشا باسم «منيا القمح» ضمن قرى مديرية الشرقية.
كانت منيا القمح من توابع مركز العزيزية حتى صدر قرار سنة 1875م بنقل ديوان المركز والمصالح الحكومية إلى منيا القمح لتوسطها بين قرى المركز، وتم تغيير اسم المركز إلى مركز منيا القمح.

احد النصب التذكارية بمنيا القمح